# Norbert Karg
Norbert Viktor Karg (* 27. November 1954 in Haßfurt; † 19. Oktober 2001 in Ankara) war ein deutscher Vorderasiatischer Archäologe.
Er studierte Vorderasiatische Archäologie, Assyriologie und Hethitologie und wurde 1983 an der Universität München bei Barthel Hrouda promoviert. 1984/85 erhielt er das Reisestipendium des Deutschen Archäologischen Instituts. Von 1987 bis 1992 war er als wissenschaftlicher Referent an der Kommission für allgemeine und vergleichende Archäologie des DAI in Bonn tätig; in dieser Zeit grub er u. a. in Sri Lanka. Seit 1990 nahm er an den Grabungen von Kinet Höyük in Kilikien teil. 1993/94 lehrte er an der Universität Kairo, seit dem Herbst 1995 an der Bilkent-Universität in Ankara.

## Schriften
- Untersuchungen zur älteren frühdynastischen Glyptik Babyloniens. Aspekte regionaler Entwicklungen in der ersten Hälfte des 3. Jahrtausends (= Baghdader Forschungen. 8). von Zabern, Mainz 1984, ISBN 3-8053-0790-X (Zugleich: München, Universität, Dissertation, 1983).